# Babalan Kidul
Babalan Kidul is een bestuurslaag in het regentschap Pekalongan van de provincie Midden-Java, Indonesië. Babalan Kidul telt 2356 inwoners (volkstelling 2010).